# Quakertown
Quakertown é um distrito localizado no estado norte-americano de Pensilvânia, no Condado de Bucks.

## Demografia
Segundo o censo norte-americano de 2000, a sua população era de 8931 habitantes.
Em 2006, foi estimada uma população de 8768, um decréscimo de 163 (-1.8%).

## Geografia
De acordo com o United States Census Bureau tem uma área de
5,2 km², dos quais 5,2 km² cobertos por terra e 0,0 km² cobertos por água. Quakertown localiza-se a aproximadamente 167 m acima do nível do mar.

## Localidades na vizinhança
O diagrama seguinte representa as localidades num raio de 12 km ao redor de Quakertown.